# Mats Hermansson
Mats Hermansson, född 1957 i Örebro, är en svensk präst som från 2007 fram till den 1 oktober 2019 var domprost i Visby.

## Biografi

### Uppväxt och utbildning
Hermansson växte upp i ett arbetarhem i Örebro med en alkoholiserad far vilket han skildrat i boken Farsan. Han gick med i kyrkan som tonåring och var en tid ordförande för Kyrkans ungdom i Örebro. Han utbildade sig till präst och har sedan varit verksam i Svenska kyrkan. 

### Arbetsliv
År 2007 blev han domprost i Visby. 
Sommaren 2014 blev Hermansson omtalad för att ha låtit kyrkklockorna i omkring hälften av Gotlands 92 medeltidskyrkor ringa i en protest mot närvaron av Svenskarnas Parti i Almedalsveckan. Sommaren 2018 lät Hermansson klockorna i Visby domkyrka ringa för att störa ett seminarium som hölls på kyrkbacken under ledning av skribenten och debattören Thomas Gür. Denna gång kom många protester mot åtgärden, bland annat från Carl Bildt och ärkebiskop Antje Jackelén, samt SvD:s Maria Ludvigsson och G-P:s Alice Teodorescu. 
Hermansson lämnade sin tjänst den 1 oktober 2019 efter ett beslut i kyrkorådet som påtalade brister i hans chefskap. Han är (2021) församlingspräst på deltid i Alfta-Ovanåkers församlingar samt är verksam med skrivande och måleri.

### Konst
Hermansson har fått uppmärksamhet för konstnärlig verksamhet där han målar ikonliknande bilder på uttjänta militära presenningar. Defekter och lagningar i presenningen kan framträda som delar av konstverket, men kan också symbolisera människans trasighet och möjlighet till förvandling och läkning.